# Mauro Picone

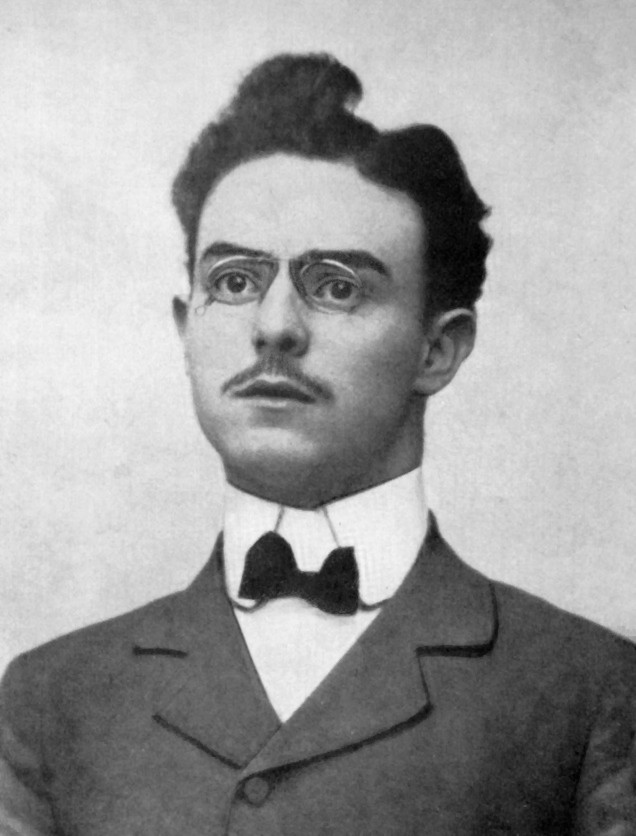
Mauro Picone (1903)

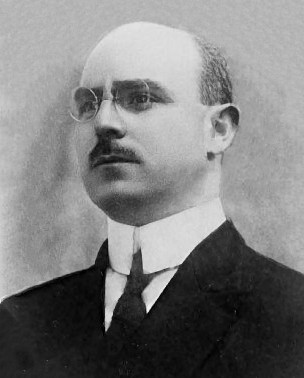
Mauro Picone

Mauro Picone (* 2. Mai 1885 in Lercara Friddi bei Palermo; † 11. April 1977 in Rom) war ein italienischer Mathematiker.

## Leben
Picone war der Sohn eines Bergbauingenieurs im Schwefelbergbau in Sizilien. Nach dem Niedergang des Schwefelbergbaus in Sizilien zog die Familie nach Arezzo, wo sein Vater Professor an einer Techniker-Schule war, und später nach Parma, wo Picone seine Schule beendete. Er studierte bei Luigi Bianchi und Ulisse Dini an der Scuola Normale Superiore in Pisa. Ein weiterer Einfluss war der Mathematiker E. E. Levi. 1907 erwarb er das Diplom (Laurea) und war bis 1913 Assistent von Dini. Danach ging er als Assistent von Guido Fubini an das Polytechnikum Turin. Im Ersten Weltkrieg diente er Artillerist an der Front bei Triest und als Ballistiker und wurde 1917 Hauptmann der Artillerie. 1919 war er Assistenzprofessor (Professore Incaricato) an der Universität Catania, 1921 an der Universität Cagliari und ging dann über Catania und Pisa 1925 als Professor an die Universität Neapel, wo er 1927 das Institut für Analysis gründete, das sich insbesondere numerischen Fragen widmete. 1932 ging er an die Universität Rom, wo er bis zu seinem Ruhestand 1960 blieb. In Rom war er Gründer des Istituto Nazionale per le Applicazioni del Calcolo (INAC). Er hatte in Italien viele Schüler, darunter seine Doktoranden Renato Caccioppoli (sein Assistent in Neapel), Gaetano Fichera, Ennio De Giorgi und Carlo Miranda (sein Assistent in Neapel und Rom).
Er befasste sich mit Differentialgleichungen (wo die Identität von Picone und der Satz von Sturm-Picone nach ihm benannt sind) und Variationsrechnung. In Italien war er auch ein Pionier in der Numerischen Analysis mit Einführung von Rechenmaschinen. Seit seiner Arbeit als Ballistiker im Ersten Weltkrieg war er an Anwendungen der Analysis interessiert, was seine Krönung in der Gründung des später nach ihm benannten Instituts für Angewandte Analysis in Rom fand. Im Zweiten Weltkrieg war das Institut mit militärischen Anwendungen befasst.
Picone war Mitglied der Accademia dei Lincei, der Päpstlichen Akademie der Wissenschaften und der Accademia dei XL (heutige Accademia Nazionale delle Scienze). Außerdem war er Mitglied der Akademien der Wissenschaften in Turin, Modena, Catania, Madrid, Palermo, Buenos Aires, der Rumänischen und der Polnischen Akademie der Wissenschaften.
Er war seit 1913 mit Maria Jole Agonigi verheiratet.

## Schriften
- Teoria introduttiva delle equazioni differenziali ordinarie e calcolo delle variazioni, 1922
- Lezioni di Analisi infinitesimale 1923
- Appunti di Analisi superiore, 1940
- Esercizi di analisi mathmatica, Rom 1943
- Lezioni di Analisi funzionale, 1946
- Lezioni di analisi matematica per gli allievi di ingegneria, 2 Bände, Rom 1949
- Trattato di matematiche generali, ad uso delle persone di media cultura matematica, Rom 1947
- Lezioni sulla teoria moderna dell'integrazione, 1952 (mit Beiträgen von Tullio Viola)
- mit Gaetano Fichera: Trattato di Analisi matematica, 2 Bände, 1954, 1955